# 알폰소 데 포르타고

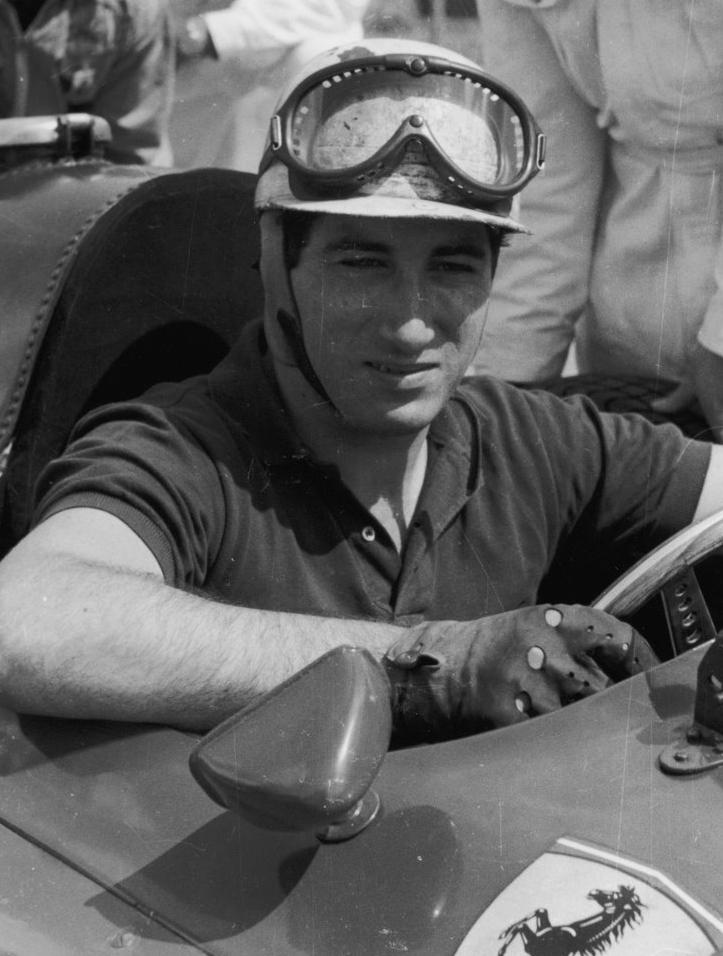
1957년 페라리 860 몬자를 탄 포르타고

제11대 포르타고 후작 알폰소 안토니오 비센테 에두아르도 앙헬 블라스 프란시스코 데 보르하 카베사 데 바카 이 레이턴(스페인어: Alfonso Antonio Vicente Eduardo Ángel Blas Francisco de Borja Cabeza de Vaca y Leighton, XI marqués de Portago, 1928년 10월 11일 ~ 1957년 5월 12일), 간단히 알폰소 데 포르타고(스페인어: Alfonso de Portago)는 스페인의 귀족, 레이싱 드라이버, 봅슬레이 선수, 기수, 조종사였다.
그는 스페인 귀족의 저명한 가문 출신으로 런던에서 태어났으며 대부인 알폰소 13세 국왕의 이름을 따서 지어졌다. 그의 할아버지인 9대 포르타고 후작은 마드리드 시장을 지냈고, 푸에르타 데 이에로의 회장이자 골프 선수였던 그의 아버지는 폴로 경기 후 샤워를 하던 중 심장마비로 사망했다. 그의 어머니 올가 리튼은 아일랜드 간호사였다.
17세에 포르타고는 런던 타워 브리지 아래를 빌린 비행기를 타고 500달러 베팅에서 이겨 화려한 라이프스타일을 보여주기 시작했다. 그는 "신사 라이더"로서 그랜드 내셔널에 두 번이나 탔고 사촌들과 함께 최초의 스페인 봅슬레이 팀을 구성하여 1956년 동계 올림픽에서 0.14초 차이로 동메달을 놓쳤다.
1953년 그는 스쿠데리아 페라리 팀에 합류하여 카레라 파나메리카나, 1000km 부에노스 아이레스, 여러 그랑프리에 참가하였고, 1956년 투르 드 프랑스 자동차 경주와 1956년 영국 그랑프리에서 각각 우승과 2위를 차지했다.
그의 유망한 경력은 1957년 5월 밀레 밀리아에서 귀디촐로의 직선 도로를 시속 150마일(약 240km)로 달리던 중 타이어에 펑처가 발생하면서 일어난 사고로 인해 끝나고 말았다. 이 사고로 드라이버였던 그와 길가에서 구경하던 관중 9명이 사망했다. 사망 당시 28세였던 후작의 어린 나이와 섹스 심볼이라는 그의 지위가 합쳐져 많은 사람들에게 충격을 주었다. 그의 이름을 딴 여러 추모 기념물과 랜드마크가 생겼는데, 가장 유명한 것은 하라마 서킷의 "포르타고 커브"다.
많은 사람들은 포르타고 후작을 그 시대의 진정한 플레이보이로 여겼다.